# Ike Ibeabuchi
Ike Ibeabuchi född 2 februari 1973 är en boxare från Nigeria.
Ike Ibeabuchi målades upp som det nya tungviktshoppet efter imponerande segrar över David Tua (1997) och framtida IBF-mästaren Chris Byrd (1999). 
Ibeabuchi dömdes till fängelse för våldtäkt och karriären slutade 1999 efter 20 raka segrar varav 15 på knockout.